# Мур, Констанс
Констанс Мур (англ. Constance Moore, 18 января 1920 — 16 сентября 2005) — американская актриса и певица. Родилась в Су-Сити, штат Айова, а детство провела в Далласе, штат Техас. Свою карьеру начала в качестве певицы на радио «CBS». В конце 1930-х её заметил один из голливудских продюсером, и в 1938 году Мур заключила контракт с «Universal Studios». В том же году 18-летняя актриса вышла замуж за своего агента Джона Машио, брак с которым продлился до его смерти в 1998 году.
На киноэкранах Мур активно снималась до конца 1940-х годов, появившись в трёх десятках картин, среди которых «Бак Роджерс» (1939), «Ночи Лас-Вегаса» (1941), «Мне нужны крылья» (1941) и «Восхитительно опасна» (1945). С началом 1950-х годов актриса ушла на телевидение, где оставалась активна до 1967 года. Констанс Мур скончалась в 2005 году после продолжительной болезни в возрасте 85 лет, и была похоронена на Вествудском кладбище в Лос-Анджелесе. Её вклад в кинематограф США отмечен звездой на Голливудской аллее славы.